# Karma Caméléon
Pour plus de détails, voir Fiche technique et Distribution.
Karma Caméléon (Worried About the Boy, littéralement « Se soucier du garçon ») est un téléfilm biographique britannique réalisé par Julian Jarrold, diffusé en 2010. Il s'agit de la biographie de Boy George.

## Synopsis
En 1980, le jeune George O'Dowd, surnommé Boy George (Douglas Booth), est en opposition permanente avec ses parents, notamment au niveau de son look et de son androgynie. Lassé, il atterrit dans un squat qu'il partage avec Peter (Freddie Fox), un jeune homme excentrique qui s'habille comme Marilyn Monroe et a pris le prénom de son idole.
Ils se font remarquer au Blitz Club, une soirée à la mode tenu par Steve Strange (Marc Warren), où George décroche un emploi dans le vestiaire. Sur le plan personnel, George s'épanouit peu dans ses relations amoureuses… Jusqu'au jour où il rencontre un musicien : Kirk Brandon (Richard Madden). Grâce à Kirk, George rencontre un séduisant batteur, Jon Moss (Mathew Horne), pour qui il développe une forte attirance.
Bientôt, licencié par le Blitz Club et rejeté par Kirk, George décide de poursuivre sa carrière musicale et se tourne vers le manager des Sex Pistols, Malcolm McLaren (Mark Gatiss). La collaboration entre le jeune homme et Bow Wow Wow, le groupe de McLaren, tourne court car ces derniers ne s'entendent pas. George peut cependant compter sur un fan : Mikey Craig (Dean Fagan). Ce dernier, impressionné, demande à George de chanter dans un groupe en pleine formation. George y retrouve Jon. Ils développent une relation amoureuse alors qu'ils connaissent un grand succès sous le nom de Culture Club.
Hélas, quatre ans plus tard, traqué par la presse à scandale qui dévoile au grand jour sa dépendance à la drogue, George est brisé. Il se tourne alors vers Jon pour obtenir des conseils sur son avenir.

## Fiche technique
Sauf indication contraire, les informations mentionnées dans cette section peuvent être confirmées par la base de données cinématographiques IMDb,  présente dans la section « Liens externes ».
- Titre original : Worried About the Boy
- Titre français et québécois : Karma Caméléon
- Réalisation : Julian Jarrold
- Scénario : Tony Basgallop
- Direction artistique : Nick Wilkinson
- Décors : Grant Montgomery
- Costumes : Annie Symons
- Photographie : Tony Slater Ling
- Montage : Emma E. Hickox
- Production : Matthew Bird

Production déléguée : Juliette Howell et Nicola Shindler
- Société de production : Red Production Company
- Société de distribution : BBC2
- Pays d'origine :  Royaume-Uni
- Langue originale : anglais
- Format : couleur
- Genre : drame biographique, musical
- Durée : 87 minutes
- Date de diffusion :
  - Royaume-Uni : 16 mai 2010 sur BBC2[1]

## Distribution
- Douglas Booth : Boy George
- Mathew Horne (VF : Sylvain Agaësse) : Jon Moss
- Mark Gatiss : Malcolm McLaren
- Dean Fagan : Mikey Craig
- Marc Warren : Steve Strange
- Freddie Fox (VF : Paolo Domingo) : Peter / Marilyn
- Francis Magee : Jerry O'Dowd
- Richard Madden : Kirk Brandon
- Jonny Burt : Roy Hay
- Isabel Ford (VF : Cathy Cerda) : Mme Brandon
- Hannah Harford : Sarah
- Julian Jarrold : le directeur
- Elizabeth Lowe (VF : Guylène Ouvrard) : Caroline
- Natalie O'Brien : Emily
- Nicola Potts : Dawn
- Suzanne Preston Nichole : Mo
- Daniel Wallace : Christopher
- Charlie Anson (VF : Sam Salhi) : Vernon (non crédité)
- Andy Quine : le conseiller de carrière (non crédité)

## Musique
1. Go Wild in the Country (en) - Bow Wow Wow
2. Das Model - Kraftwerk
3. "Heroes" - David Bowie
4. Hiroshima Mon Amour - Ultravox
5. My Guy - Mary Wells
6. Empire State Human (en) - The Human League
7. Vienna - Ultravox
8. Will You? (en) - Hazel O'Connor
9. Memorabilia - Soft Cell
10. Venus in Furs - The Velvet Underground
11. Stand and Deliver (en) - Adam and the Ants
12. Beauty and the Beast - David Bowie
13. Always Crashing in the Same Car - David Bowie
14. Fade to Grey - Visage
15. White Boy - Culture Club
16. Do You Really Want to Hurt Me - Culture Club
17. Electricity - Orchestral Manoeuvres in the Dark
18. Hong Kong Garden (en) - Siouxsie and the Banshees
19. Anarchy in the U.K. - Sex Pistols
20. Happy House (en) - Siouxsie and the Banshees